# Sommerfelde
Sommerfelde ist ein Ortsteil der Stadt Eberswalde im Landkreis Barnim in Brandenburg, Deutschland.

## Geschichte
Der Ursprung des Namens Sommerfelde lässt sich nicht zuverlässig feststellen. Neben Sommerfelde sind verschiedene Schreibweisen des Namens, wie Sommervelde, Sumerfelt und Sommerfelt bekannt.
Der Ort wird urkundlich 1307 erstmals erwähnt. Er wechselte in seiner Geschichte mehrmals den Besitz. Als erste Besitzer werden im 14. Jh. die Familie von Arnim als Knappen auf Sommerfelde urkundlich erwähnt. Das Dorf blieb über 200 Jahre im Familienbesitz derer von Arnim. Einen bedeutenden Rittersitz besaß der Ort jedoch nie. 1614/15 erwarb der neue Besitzer von Hohenfinow Ludwig von Pfuel zur Abrundung seines Besitzes Anteile und 1653 das ganze Dorf Sommerfelde. Am Ende des Dreißigjährigen Krieges hatte das Dorf nur noch zehn Einwohner. Über Zwischenbesitzern fiel das Gut 1687/88 an die Familie von Hacke. Letzterer veräußerte das Dorf an Geheimrat Johann Albrecht von Heugel. Dessen Witwe übergab den Ort 1733 an Baron von Vernezobre in Hohenfinow. Sein Erbe war 1748 der Sohn Matthäus von Vernezobre. 1782 trat dessen ältester Sohn Carl Philipp Ernst (1756–1798) das Erbe an. Von 1833 bis 1855 war der Freiherr Konstanz von Jakobi-Kloest der Besitzer. Danach übernahm die Familie von Bethmann Hollweg in Hohenfinow Sommerfelde in Besitz. 1945 wurde die Dorfkirche von 1741 zerstört und nicht wieder aufgebaut. Die Familie wurde 1945 enteignet und ihr Land aufgrund der Bodenreform aufgeteilt.
1953 entstand in dem Dorf eine Landwirtschaftliche Produktionsgenossenschaft (LPG). Ab den 1970er Jahren entwickelte sich der Ort zu einer Wohnsiedlung der Eberswalder Bürger, die dort zahlreiche Einfamilienhäuser errichteten. Seit 1990 bewirtschaftet die Agrargesellschaft Hohenfinow die landwirtschaftliche Fläche. Am 6. Dezember 1993 wurde Sommerfelde in die Kreisstadt Eberswalde eingemeindet.

## Sehenswürdigkeiten

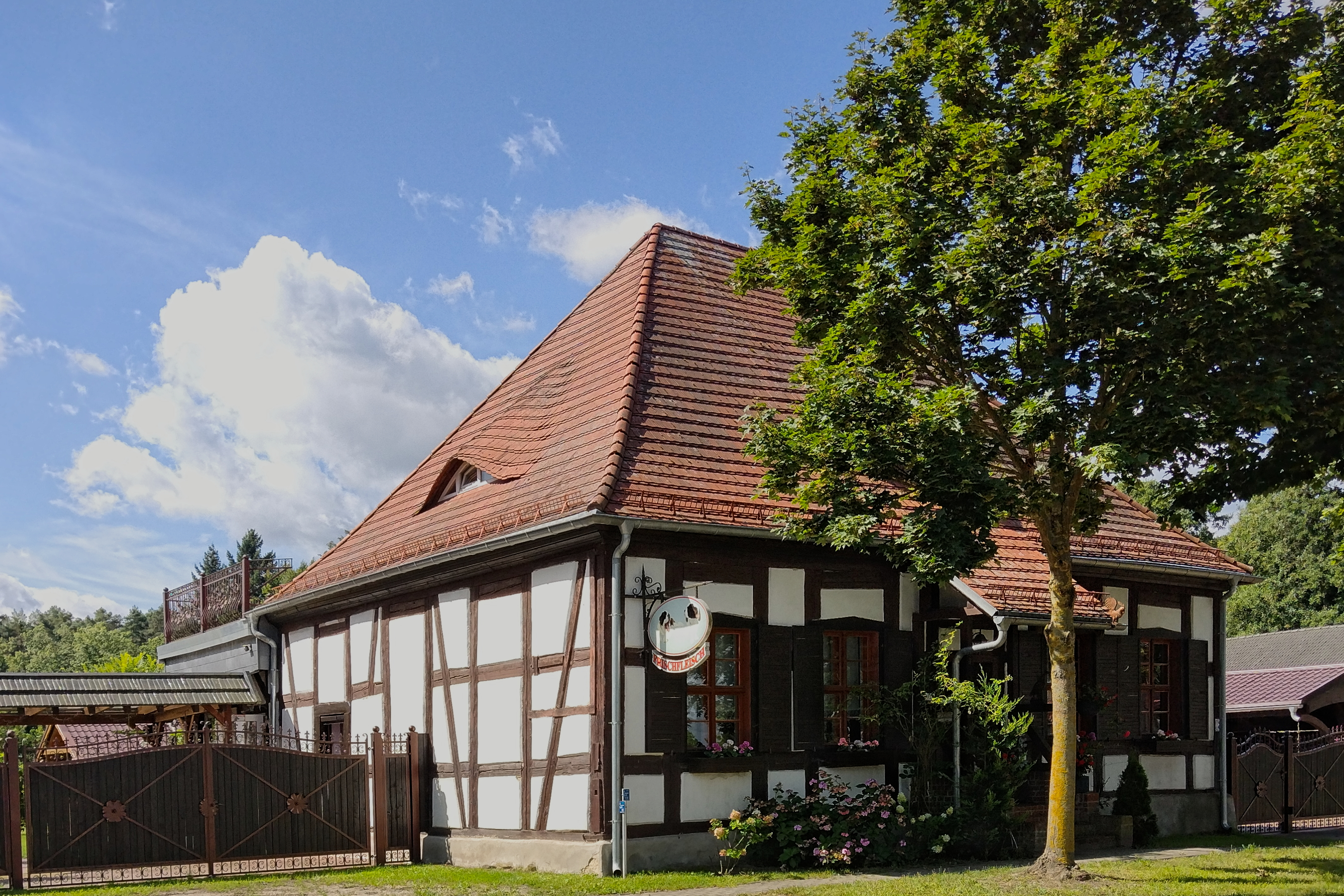
Wohnhaus Baudenkmal 09175293 2024

Zu den Sehenswürdigkeiten gehören das Gemeindezentrum (es entstand 1912 als Schule in Ziegelbauweise), einige Arbeiterhäuser aus dem 19. Jahrhundert und ein Lehmfachwerkbau aus dem 18. Jahrhundert.

## Verkehr
Durch den Ort führt die Bundesstraße 167. Buslinien verbinden Sommerfelde in Richtung Eberswalde und Hohenfinow mit dem Öffentlichen Personennahverkehr (ÖPNV).